# Eduardo Makaroff
Eduardo Makaroff (n. Buenos Aires , Argentina, 4 de abril de 1954) es un músico, autor-compositor y productor argentino. Es uno de los fundadores del trío Gotan Project que ha llevado el universo del tango al encuentro con la música electrónica.
En 2014 crea con Chritoph H. Müller el grupo Plaza Francia que se convierte en 2017 en Plaza Francia Orchestra.

## Biografía
Eduardo comenzó su carrera a principios de la década de 1970, junto a su hermano Sergio con el dúo de rock argentino Los Hermanos Makaroff. Su primer trabajo fue como guitarrista accompañando al actor y humorista Carlos Perciavalle. Los Hermanos Makaroff se separaron en 1978.
En ese mismo año, junto a Daniel Mactas; forma el dúo Edu y el Pollo en Punta del Este, Uruguay. Hicieron presentaciones en esa ciudad y en Buenos Aires. En el año 1984 grabaron su primer LP, Muchas Cosas, en el contaron la participación de Charly García, Andrés Calamaro, Daniel Melingo, Gustavo Donés, Alejandro Lerner y Jorge Minissale. Al año siguiente editaron Edu y el Pollo, con García, Calamaro, Melingo, Lerner, Piero y Suéter. También condujeron un programa infantil en ATC: "Muchas Cosas".
El dúo Edu y el Pollo se convierte en el dúo Mano a Mano en el año 1989. Después de una estadía en Puerto Rico, se instalan en París.
Eduardo Makaroff vive en París desde 1990, una ciudad que considera la segunda capital del tango después de Buenos Aires. En el año 1999 creó Gotan Project, una banda de tango electrónico y electrónica asentada en París, Francia con el francés Philippe Cohen Solal y con el suizo Christoph H. Müller.
En 2004 lanzó su propio sello musical dedicado al futuro del tango : Mañana.
Christoph H. Müller y Eduardo Makaroff se asocian como compositores y productores musicales: Müller&Makaroff.
En 2014 crea, con Christoph Müller (Gotan Project) y Catherine Ringer (Les Rita Mitsouko), el grupo Plaza Francia.
En 2017, el grupo Plaza Francia se convierte en Plaza Francia Orchestra.
En 2019 Müller & Makaroff presentan Antropoceno!, una llamada de atención musical sobre la época geológica actual: el Antropoceno. En diciembre de ése año intervienen en la COP25 en Madrid y en 2021 en la COP26 en Glasgow.

## Discografía

#### Los Hermanos Makaroff
- 1974 : "El rock del Ascensor"

- 1976 : "Areglate Gorda" (Pepe Cheto)

#### Edu y el Pollo
- 1984 : "Muchas cosas"
- 1984 : "Edu y el Pollo"

#### Mano a Mano
- 1990 : "Tango Joyeux"
- 1994 : "Sin Peluca"

#### Gotan Project
- 1999 : "Vuelvo al sur/El capitalismo foráneo (maxi 10")"
- 2000 : "Santa María (Maxi 10")"
- 2000 : "Tríptico (Maxi 10")"
- 2001 : "La revancha del Tango"
- 2006 : "Lunático"
- 2010 : "Tango 3.0"

#### Plaza Francia
- 2014 : "A New tango Song Book"
- 2018 : "Plaza Francia Orchestra"

## Filmografía
Música original
- Te amo (1986)
- Je ne suis pas là pour être aimé (2005)
- Nordeste (de Juan Diego Solanas) (2005)
- El gaucho (de Andrés Jarach), (2009)
- Au fil d'Ariane (2014)

### ConGotan Project
- Shall We Dance - “Santa María (del buen ayre)” 2001
- Ocean’s 12 - “El Capitalismo Foráneo”
- The Bourne Identity - “Época”
- The Truth about Charlie - “Época”
- Meant to Be - “Época”
- Knight & Day - “Santa María (del buen ayre)” “Santa María Pepe Braddock rmx” “Diferente”
- Lies & Alibis - "Santa María (del buen ayre)“
- Guess Who - “Queremos Paz”
- Benjamim - “Vuelvo al Sur”
- Powder Blue - “Amor Porteño"
- Tom at the farm - “Santa María (del buen ayre)”

## Documentales

### Con Gotan Project
Maradona, Gamin en Or
The Take

## Serie TV

### Música original
- Didou/Louie

#### NIP/TUCK
- S05E13 - "El Capitalisme Foráneo” (http://vimeo.com/13851772)
- S03E15 - “Santa María (del buen ayre)”

#### CHUCK
- S01E03 - "Santa María (del buen ayre)“ (http://youtu.be/8hun4fN0R0c)

#### SEX AND THE CITY
- S06E20 - "Queremos Paz” (http://vimeo.com/12913039)

#### 6 FEET UNDER
- S03E09 - “Vuelvo al Sur”

#### BROTHERS & SISTERS
- S04E05 - “Santa María (del buen ayre)

#### DANCING WITH THE STARS (2009)
- Round Eight - "Santa María (del buen ayre)
- Round Six -"Mi Confesión”
- Round Three - “Cité Tango”

#### SO YOU THINK YOU CAN DANCE
- USA

1. Top 12 Perform (2011) - “Tríptico”
2. Top 18 Perform (2008) - “Mi Confessión”

- CANADA

1. Top 20 (2008) - “Santa María (del buen ayre)”

- AUSTRALIA

1. Top 16 Perform (2008) - "Santa María (del buen ayre)“

## Premios
- Victoires de la musique - 2003
- BBC Radio 3 Awards for World Music - 2003
- BBC Radio 3 Awards for World Music - 2007
- Grands Prix SACEM - 2010

## Distinciones
- Chevalier de la Orden de las Artes y las Letras